# 11e régiment de chasseurs d'Afrique
Le 11e régiment de chasseurs d’Afrique (ou 11e RCA) est un régiment de cavalerie de l'armée française.

## Création et différentes dénominations
Le régiment fut créé en 1941, puis dissous en 1959.

## Chefs de corps
- 1943 : Lieutenant Colonel Lemoyne

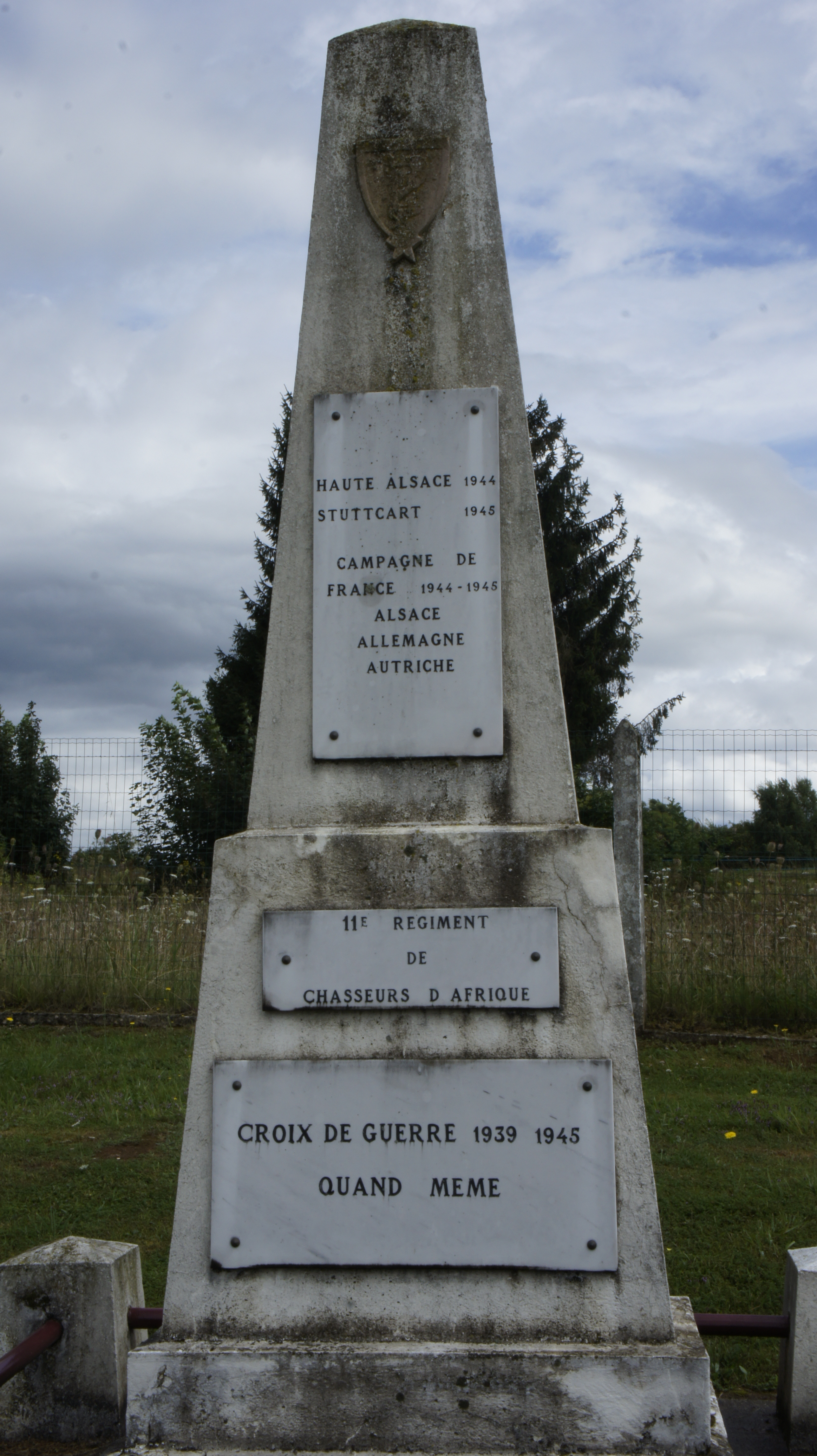
mémorial au 11 RCAe, Floing.

- 1947 : Colonel Robert de Cacqueray-Valménier
- 1956 Lieutenant Colonel Pierre de Châteaubodeau

## Traditions

### Devise
La devise du régiment "Quand même" est inscrite sur l'insigne.

### Insigne
Le 1er modèle date de 1941, il est fait d’aluminium découpé et peint. Dans un cor de chasse portant le nombre ‘’11’’ sur le pavillon, le naja dressé prêt à mordre représente les armes de Marrakech, garnison du 11e CAPCA ; l’étoile chérifienne rappelle que l’unité a été formé à partir du 4e Régiment de Spahis Marocains.
L’insigne le plus connu est du troisième modèle. Ecu émaillé noir, à large bordure dorée ; le naja dressé vers la gauche, doré ; en pointe, étoile chérifienne verte, portant en son centre le nombre ‘’11’’, en chef devise gravée ‘’ QUAND MEME ‘’

### Étendard
Il porte, cousues en lettres d'or dans ses plis, les inscriptions suivantes :
- Haute-Alsace 1944
- Stuttgart 1945

### Décorations
Sa cravate est décorée de la Croix de guerre 1939-1945 avec une palme.

## Personnalités ayant servi au sein du régiment
- Jacques Chirac a servi comme chef de Peloton au 11e RCA pendant « les événements » d'Algérie.

- Le Colonel Edon, tué en Indochine en 1951 a servi au 11° RCA comme Chef de corps second du LC Lemoyne en 1943